# 2008年夏季奥林匹克运动会马其顿代表团
2008年夏季奥林匹克运动会馬其頓代表团参加了2008年8月8日至24日在中国北京主办的第29届夏季奥运。